# 市原市立ちはら台南中学校
市原市立ちはら台南中学校（いちはらしりつ ちはらだいみなみちゅうがっこう）は、千葉県市原市ちはら台南にある公立中学校。文部科学省の学校コードはC112210002271、旧学校調査番号は123921で、教育開発出版の所属中学校コードは120425。通称はち南（ちなん）、台南中（だいなんちゅう）。

## 概要
市原市北部のちはら台地区（旧市津地区区域）に位置する。千原台ニュータウンの開発に伴う人口増加に対応して市原市立菊間中学校と市原市立市東中学校から通学区域の一部をそれぞれ分離して開校した新設校である。後に生徒数増加のため、市原市立ちはら台西中学校を分離している。

## 沿革

### 概歴
1989年（平成元年）に街開きをした千原台ニュータウンにおける最初の中学校として計画され、1992年（平成4年）に市原市立菊間中学校から分離する形で、草刈1914番地に市原市立ちはら台南中学校として開校した。当初の生徒数は約250名であったが、約5年のうちに倍近くまで増加した。このあとも生徒数の増加が見込まれたことから、市原市は「仮・千原台第二中学校」を開校させる計画を開始、2012年（平成24年）に市原市立ちはら台西中学校として開校し、本校から一部の生徒が転籍した。なお、開校前年の2011年（平成23年）には生徒数が過去最大に達している。

### 年表
- 1992年（平成4年）4月1日 - 市原市立ちはら台南中学校として開校[4]。
- 1997年（平成9年）4月1日 - 市指定姉妹都市モビール市交流推進校指定[4]
- 2000年（平成12年）4月1日 - 県指定姉妹州ウィスコンシン州交流推進校指定[4]
- 2002年（平成14年）2月5日 - 換地処分に伴い地番変更[4]。
- 2011年（平成23年）4月1日 - 生徒数が837名となり最大となる[2]。
- 2012年（平成24年）
  - 4月1日 - 生徒数増加に伴い市原市立ちはら台西中学校を分離[4]。
  - 8月22日 - 千葉県スポーツセンターで行われた全中陸上2012の女子4×100mリレー優勝[2]
- 2018年（平成28年）8月21日 - 岡山県陸上競技場で行われた全中陸上2018の女子4×100mリレー3位[2]
- 2019年（令和元年） - 一部特別教室を除くすべての教室にエアコン設置[2]

## 校則

### 校章
中央に「南」という文字が黄色で書かれ、周囲を緑色で覆われたデザインとなっている。

### 校歌
作詞は酒井靖、作曲は長谷部匡俊。

### 制服
1992年の開校時から変わらない。市原市内の中学校22校のうちブレザーを採用しているのは4校のみであり、そのうちの1校である。
1. 冬服
  - 男子：黒系ブレザーに赤いネクタイ、明るいグレー系スラックス
  - 女子：黒系ブレザーに赤い小さめのリボン、チェック柄スカート
2. 夏服
  - 男子：白いYシャツに赤いネクタイ、明るいグレー系スラックス
  - 女子：白いYシャツの上にチェック柄ベスト、赤い小さめのリボン、チェック柄スカート

### 制定鞄
横長の肩掛けタイプで「Chihara」の文字が入っている。

### 制定ジャージ
入学年度毎に指定された赤、緑、青のジャージを3年間着用する。上はホワイトやグレーを基調とした明るめのジャージで、後ろに「Chiharadi Minami」の文字が入る。下は先にあげた指定色一色である。

### 制定体操服
ジャージと同じような色使いである。
紺色、白色の服もあり。

### その他
距離によっては自転車通学が許可されている。

## 施設

### 敷地
敷地の詳細は以下の通りである。
- 所在地：〒290-0142　千葉県市原市ちはら台南5丁目3番地
- 敷地面積：32,989m2
- 取得価格：1,759,723,680円
- 都市計画区域：第一種中高層住居専用地域
- 指定建蔽率：60%
- 指定容積率：200%

### 建物
敷地内の建物は以下の通りである。
| 棟番号 | 棟名称           | 構造  | 階数 | 階数 | 延床面積   | 建築年 | 耐震情報 | 耐震情報   | 耐震情報 | 備考     |
| 棟番号 | 棟名称           | 構造  | 地上 | 地下 | 延床面積   | 建築年 | 基準     | 診断       | Is値     | 備考     |
| ------ | ---------------- | ----- | ---- | ---- | ---------- | ------ | -------- | ---------- | -------- | -------- |
| 001    | 校舎-1           | RC造  | 3    | 0    | 2,727.00m2 | 1994年 | 新基準   | 耐震性あり |          |          |
| 002    | 校舎-2           | RC造  | 3    | 0    | 2,259.00m2 | 1994年 | 新基準   | 耐震性あり |          |          |
| 003    | 校舎-3           | RC造  | 3    | 0    | 1,350.00m2 | 1996年 | 新基準   | 耐震性あり |          |          |
| 004    | 体育館           | RC造  | 1    | 0    | 1,012.00m2 | 1994年 | 新基準   | 耐震性あり |          |          |
| 005    | 武道場           | SRC造 | 2    | 0    | 782.00m2   | 1994年 | 新基準   | 耐震性あり |          |          |
| 006    | 脱衣室・更衣室   | 木造  | 1    | 0    | 87.00m2    | 1993年 | 新基準   | 不明       |          |          |
| 007    | 倉庫・物置       | RC造  | 1    | 0    | 70.00m2    | 1991年 | 新基準   |            |          |          |
| 008    | 倉庫・物置       | S造   | 1    | 0    | 26.00m2    | 2003年 | -        |            |          |          |
| 009    | 倉庫・物置       | 木造  | 1    | 0    | 26.00m2    | 1993年 | -        |            |          |          |
| 010    | 自転車置場・置場 | S造   | 1    | 0    | 23.50m2    | 2018年 | -        |            |          | 軽量鉄骨 |
| 011    | 自転車置場・置場 | S造   | 1    | 0    | 22.57m2    | 2017年 | -        |            |          | 軽量鉄骨 |

## 規模
2022年（令和4年）5月1日現在の学校規模は以下の通りである。
| 児童数       | 748名   |
| 学級数       | 24学級  |
| 通学区域面積 | 2.12km2 |

## 諸活動

### 生徒会活動
組織
- 生徒会本部
- 学年委員会
  - 一学年委員会
  - 二学年委員会
  - 三学年委員会
- 専門委員会

### 部活動

#### 常設部活動
常設部活動は通年設置されている部活動である。以下の常設部活動を設置している。
- 男子陸上部：2020〜2022年市原市総体陸上男子総合2位・2019年市原市総体陸上男子総合優勝
- 女子陸上部：全中陸上2018女子4×100mリレー3位・全中陸上2012女子4×100mリレー優勝
- 男子テニス部
- 女子テニス部
- 野球部
- ソフトボール部
- サッカー部
- 男子バスケ部：2022年県総体ベスト4
- 女子バスケ部
- 男子バレー部
- 女子バレー部
- 男子剣道部
- 女子剣道部
- 男子卓球部
- 女子卓球部
- 吹奏楽部
- 美術部
- 書道部
- コンピューター部

#### 特設部活動
特設部活動は大会前などの限られた期間のみ設置される部活動である。以下の特設部活動を設置している。
- 水泳部

## 年間行事
例年の主な行事は以下の通りである。
- 4月 - 入学式、始業式
- 5月 - 体育祭
- 10月 - 1学期終業式、2学期始業式、南風祭（文化の部、合唱の部）
- 2月 - 三年生を送る会
- 3月 - 卒業式、修了式

## 通学区域
以下の町丁字とその範囲を通学区域に指定している。
- ちはら台東1 - 9丁目
- ちはら台南3 - 6丁目

## 通学区域内施設
通学区域内の主な施設は以下の通りである。
- 市原市役所ちはら台支所
- 市原市立ちはら台コミュニティセンター
- スーパービバホーム
- もりまちちはら台モール

## 小学校区
- 市原市立水の江小学校
- 市原市立清水谷小学校の一部
- 市原市立ちはら台桜小学校

## 隣接中学校区
- 市原市立湿津中学校
- 市原市立市東中学校
- 市原市立ちはら台西中学校
- 千葉市立生浜中学校
- 千葉市立誉田中学校

## アクセス
- ちはら台駅から徒歩23分
- 誉田駅から徒歩48分
- 小湊鐵道
  - （鎌01系統[注釈 2]、五04系統）「ちはら台中央」で下車、徒歩6分
- 千葉中央バス
  - （ちはら台線[注釈 2]）「ちはら台中央」で下車、徒歩6分

## 出身有名人
- 小島瑠璃子（タレント、モデル）
- 工藤浩平（サッカー選手）[10]